# Movimento peristáltico

Diagrama da parte estomacal da digestão humana

O movimento peristáltico (também chamado de peristaltismo e peristalse) é uma contração e relaxamento radialmente simétrico dos músculos que se propaga em uma onda por um tubo, em uma direção anterógrada.
Em grande parte do trato digestivo, como o trato gastrointestinal humano, o tecido muscular liso se contrai em sequência para produzir uma onda peristáltica, que impulsiona uma bola de comida (chamada bolo antes de ser transformada em quimo no estômago) ao longo do trato. O movimento peristáltico compreende o relaxamento dos músculos lisos circulares, depois sua contração atrás do material mastigado para evitar que se mova para trás e, em seguida, a contração longitudinal para empurrá-lo para frente.
As minhocas usam um mecanismo semelhante para conduzir sua locomoção, e algumas máquinas modernas imitam este design.
A palavra "peristaltismo" vem do neolatim e é derivada do grego peristellein, "envolver", de peri-, "ao redor" + stellein, "atrair, reunir; colocar em ordem".

## Fisiologia humana

### Esôfago
Depois que o alimento é mastigado em um bolo, ele é engolido e movido através do esôfago. Os músculos lisos se contraem atrás do bolo alimentar para impedir que ele seja pressionado de volta para a boca. Em seguida, ondas rítmicas e unidirecionais de contrações atuam para forçar rapidamente o alimento para o estômago. O complexo mioelétrico migratório (CMM) ajuda a desencadear ondas peristálticas. Este processo funciona em apenas uma direção e sua única função esofágica é mover o alimento da boca para o estômago (o CMM também funciona para limpar o alimento remanescente no estômago para o intestino delgado e as partículas restantes do intestino delgado para o cólon).

Uma imagem simplificada mostrando o peristaltismo

No esôfago, ocorrem dois tipos de peristaltismo:
- Primeiro, há uma onda peristáltica primária, que ocorre quando o bolo alimentar entra no esôfago durante a deglutição. A onda peristáltica primária força o bolo alimentar para baixo no esôfago e para o estômago em uma onda que dura cerca de oito a nove segundos. A onda desce até o estômago, mesmo que o bolo alimentar desça a uma taxa maior do que a própria onda, e continua mesmo se, por algum motivo, o bolo alimentar ficar preso mais acima no esôfago.
- No caso de o bolo ficar preso ou se mover mais devagar do que a onda peristáltica primária (como pode acontecer quando está mal lubrificado), os receptores de estiramento no revestimento esofágico são estimulados e uma resposta reflexa local causa uma onda peristáltica secundária ao redor do bolo, forçando desce mais para o esôfago e essas ondas secundárias continuam indefinidamente até que o bolo alimentar entre no estômago. O processo de peristalse é controlado pela medula oblonga. O peristaltismo esofágico é normalmente avaliado por meio de uma manometria esofágica.
- Um terceiro tipo de peristaltismo, o peristaltismo terciário, é disfuncional e envolve contrações irregulares, difusas e simultâneas. Essas contrações são suspeitas de dismotilidade esofágica e se apresentam na ingestão de bário como um "espasmo esofágico".[5]

Durante o vômito, a propulsão do alimento pelo esôfago e pela boca vem da contração dos músculos abdominais; o peristaltismo não se reverte no esôfago.

### Intestino delgado
Uma vez processado e digerido pelo estômago, o quimo semifluido é espremido através do esfíncter pilórico até o intestino delgado. Depois de passar pelo estômago, uma onda peristáltica típica dura apenas alguns segundos, viajando apenas alguns centímetros por segundo. Seu objetivo principal é misturar o quimo no intestino, em vez de movê-lo para a frente no intestino. Por meio desse processo de mistura e digestão e absorção contínuas de nutrientes, o quimo gradualmente segue seu caminho através do intestino delgado até o intestino grosso.
Em contraste com o peristaltismo, as contrações de segmentação resultam em agitação e mistura sem empurrar os materiais mais para baixo no trato digestivo.

### Intestino grosso
Embora o intestino grosso tenha peristaltismo do tipo que o intestino delgado usa, não é a propulsão primária. Em vez disso, as contrações gerais chamadas movimentos de massa ocorrem uma a três vezes por dia no intestino grosso, impulsionando o quimo (agora fezes) em direção ao reto. Os movimentos de massa costumam ser desencadeados pelas refeições, conforme a presença de quimo no estômago e duodeno os estimula (reflexo gastrocólico).

### Linfa
O sistema linfático humano não possui bomba central. Em vez disso, a linfa circula através do peristaltismo nos capilares linfáticos, bem como nas válvulas nos capilares, compressão durante a contração do músculo esquelético adjacente e pulsação arterial.

### Esperma
Durante a ejaculação, o músculo liso nas paredes do ducto deferente se contrai reflexivamente no peristaltismo, impulsionando os espermatozoides dos testículos para a uretra.

## Minhocas

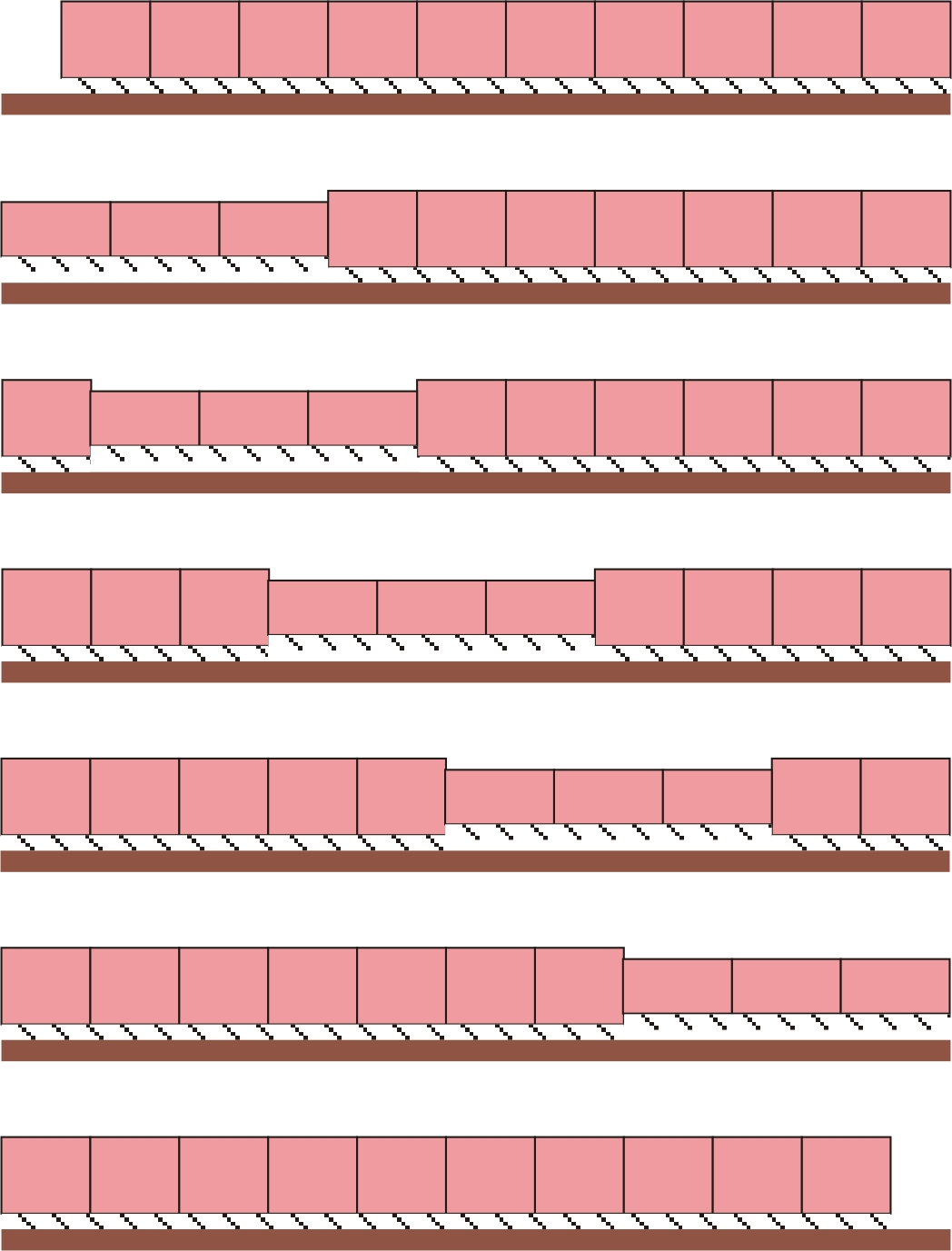
Uma imagem simplificada que mostra o movimento da minhoca via peristaltismo

A minhoca é um verme anelídeo sem membros com um esqueleto hidrostático que se move por peristaltismo. Seu esqueleto hidrostático consiste em uma cavidade corporal cheia de líquido, cercada por uma parede corporal extensível. O verme se move contraindo radialmente a porção anterior de seu corpo, resultando em um aumento no comprimento por meio da pressão hidrostática. Essa região restrita se propaga posteriormente ao longo do corpo do verme. Como resultado, cada segmento é estendido para a frente, então relaxa e entra em contato novamente com o substrato, com cerdas em forma de cabelo impedindo o deslizamento para trás. Vários outros invertebrados, como lagartas e centopeias, também se movem por peristaltismo.

## Maquinário
Uma bomba peristáltica é uma bomba de deslocamento positivo na qual um motor comprime as porções avançadas de um tubo flexível para impulsionar um fluido dentro do tubo. A bomba isola o fluido do maquinário, o que é importante se o fluido for abrasivo ou precisar permanecer estéril.
Os robôs foram projetados para usar o peristaltismo para conseguir locomoção, como a minhoca o usa.

## Termos relacionados
- A catastalse, um processo muscular intestinal relacionado.[4]
- O aperistaltismo, que refere-se à falta de propulsão, que pode resultar de acalasia do músculo liso envolvido.
- O ritmo elétrico basal, que é uma onda lenta de atividade elétrica que pode iniciar uma contração.
- O íleo, que é uma interrupção da capacidade propulsiva normal do trato gastrointestinal causada pela falha do peristaltismo.
- O retroperistaltismo, que é o reverso do peristaltismo